# Brug 1893
Brug 1893 is een bouwkundig kunstwerk in Amsterdam Nieuw-West.
Rond 1960 schoot Amsterdam voor wat betreft bebouwing voorbij de Westlandgracht en niet veel later ook voorbij de Ringspoorbaan. Die ringspoorbaan lag op een dijklichaam dat aan weerszijden afwateringstochten kent. Ter plaatse van de Slotervaart lag er een gat in dat dijklichaam. Bij de komst van het spoor in 1986 was er nog geen moeilijkheid, maar bij de bouw van het metrostation Heemstedestraat was dat wel het geval. Door de afwateringstochten en de Slotervaart was het niet bereikbaar voor personen vanaf de zuidzijde, die moesten een heel stuk omlopen omdat het dijklichaam aan drie zijden wordt omringd door water. In 1999 volgde dan ook deze brug 1893 over de Slotervaart, die bewoners van de wijken rondom de Heemstedestraat en Plesmanlaan naar en van het metrostation tilt. In samenhang met de brug werd de tramhalte van tram 2 verplaatst van de Ottho Heldringstraat naar het metrostation waardoor een korte overstap mogelijkheid ontstond. De ontwerper van de brug is vooralsnog onbekend. De welvende brug is opgetrokken uit beton en staal; brugleuningen zijn van metaal. De voetbrug is gelegen tussen de beide metrobruggen die de naam Heemstedemetrobrug dragen. De brugpijlers staan vrijwel tegen de landhoofden aan op de fundering van de metrobruggen. In het onderliggende water wordt door middel van remmingswerken de doorvaart smal gehouden. 
De brug sloot bij het noordelijk landhoofd vrijwel direct aan op de “slurf” naar het metrostation (ook tussen de metrobruggen). Deze directe verbinding ging verloren bij het plaatsen van elektronische toegangspoorten, waardoor de toegang tot het metrostation aan de zijkant kwam te liggen van diezelfde slurf.
<<< · 1800 · 1801 · 1802 · 1803 · 1804 · 1805 · 1806 · 1807 · 1808 · 1809 ·  1810 · 1811 · 1812 · 1813 · 1814 · 1815 · 1816 · 1818 · 1819 · 1820 · 1821 · 1822 · 1823 · 1824 · 1826 · 1827 · 1828 · 1829 · 1830 · 1831 · 1832 · 1833 · 1834 · 1835 · 1836 · 1837 · 1838 · 1839 · 1840 · 1841 · 1842 · 1843 · 1844 · 1845 · 1846 · 1847 · 1848 · 1849 · 1850 · 1851 · 1852 · 1853 · 1854 · 1855 · 1856 · 1857 · 1858 · 1859 · 1860 · 1861 · 1862 · 1863 · 1864 · 1865 · 1866 · 1867 · 1868 · 1869 ·  1870 · 1871 · 1872 · 1873 · 1874 · 1875 · 1876 · 1877 · 1879 ·  1880 · 1881 · 1882 · 1883 · 1884 · 1885 · 1886 · 1888 · 1889 · 1890 · 1891 · 1892 · 1893 · 1894 · 1895 · 1896 · 1897 · 1898 · 1899 · >>>
Brugnummers 1817, Brug 1819, 1820, 1825, 1878, 1887  zijn niet (meer) vergeven.